# Rasmus Cruce Naeyé

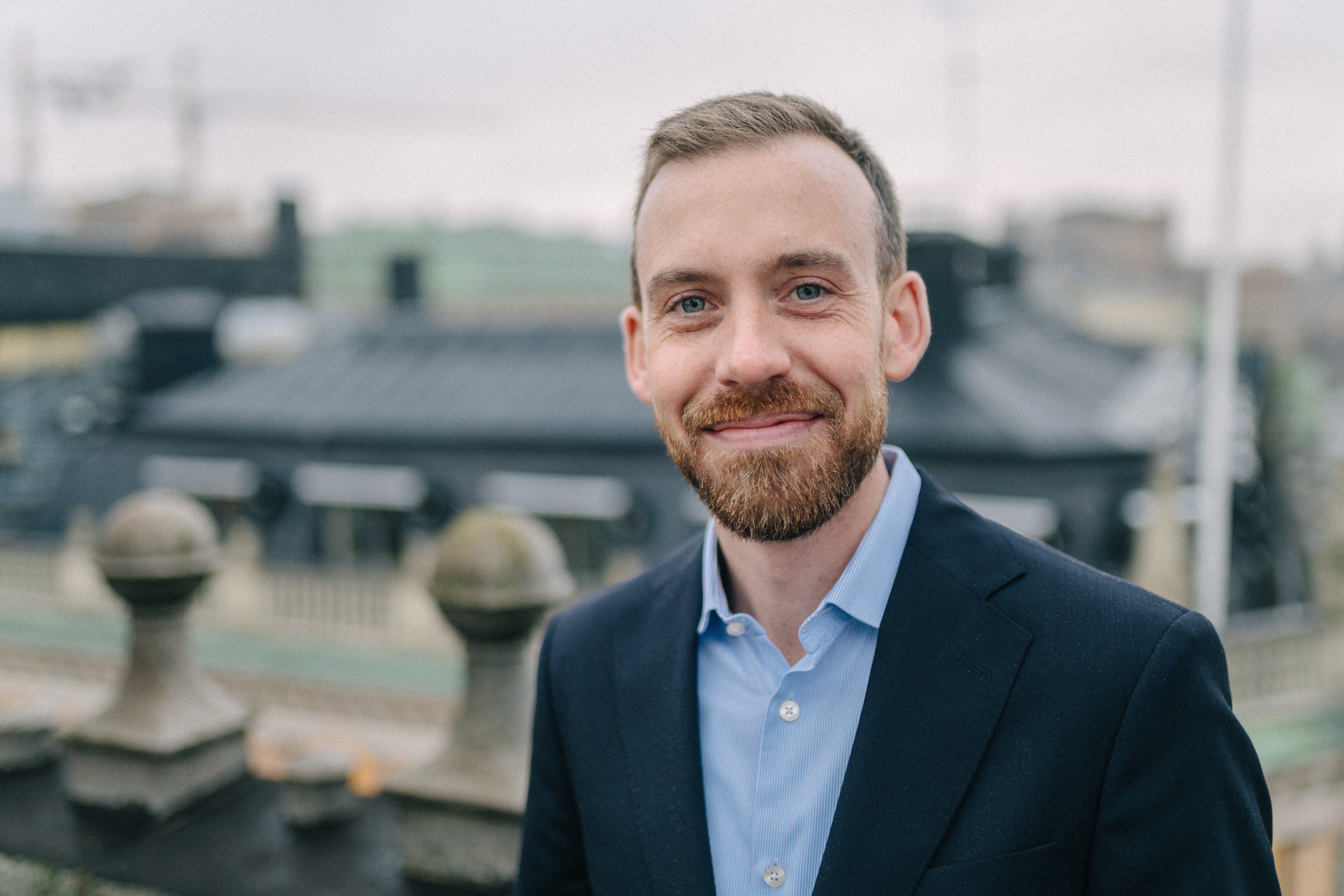

Rasmus Cruce Naeyé, född 16 maj 1983 i Växjö domkyrkoförsamling, Kronobergs län, är en svensk socialdemokratisk politisk tjänsteman och konsult inom public affairs. Han var statssekreterare på Arbetsmarknadsdepartementet 2019-2022 och hans ansvarsområden omfattade bl.a. arbetsrätt, a-kassa, arbetsmiljöfrågor, jämställdhet och EU-förhandlingar.
Cruce Naeyé har en bakgrund som jurist med en jur. kand. och en fil. kand. i rättssociologi från Lunds universitet. Han har också varit Fulbrightstipendiat och läst en masterutbildning LL.M. på Harvard Law School. Under tiden på Harvard studerade han även ledarskap vid Harvard Kennedy School. Cruce Naeyé har arbetat som biträdande jurist på advokatbyrån Mannheimer Swartling i Stockholm och Bryssel. Därefter arbetade han med strategi och utveckling för socialdemokraterna i Stockholmsregionen innan han 2014 rekryterades som politiskt sakkunnig av dåvarande arbetsmarknadsminister Ylva Johansson. I januari 2019 fick han rollen som stabschef hos Johansson och i maj 2019 utsåg regeringen honom till statssekreterare.
Rasmus Cruce Naeyé har av tidskriften Fokus (2019) pekats ut som en av 27 personer i Sverige som kommer att prägla politiken under 2020-talet.